# Alberto Arca Parró
Alberto Arca Parró (Ayacucho, 1 de septiembre de 1901-Lima, 18 de agosto de 1976) fue un político, jurista y economista peruano. Especializado en estadística, llevó a cabo el Censo Nacional de 1940. Fue diputado (1931-1936) y senador (1945-1948, 1956-1962 y 1963-1967). Presidió el Senado en 1960 y 1961.

## Biografía
Hijo de Francisco Alberto Arca Negri y Dolores Parró Alberdi, cursó sus estudios escolares en el colegio nacional San Ramón de su ciudad natal. Luego viajó a los Estados Unidos, donde estudió dos años en la Universidad de Indiana. De retorno en el Perú, fue profesor de inglés en el colegio San Andrés y en otros planteles de Lima, así como en la Facultad de Letras de la Universidad Mayor de San Marcos. Simultáneamente cursó Ciencias Económicas y Derecho, graduándose de bachiller en Derecho en 1931. Luego se recibió como abogado.
Especialista en demografía y estadística social, Arca Parró integró la Comisión de juristas e intelectuales que elaboraron el anteproyecto del Decreto Ley 7177 del Estatuto Electoral, que estableció el voto secreto, organizó el Registro Electoral y creó el Jurado Nacional de Elecciones (1931).
En 1931, fue elegido diputado por Ayacucho al Congreso Constituyente, que dio la Constitución de 1933. Juntó con Hildebrando Castro Pozo y Luciano Castillo Colonna se destacó como miembro del minoritario pero combativo Partido Socialista.
En 1938 le fue encargado preparar un Censo Nacional de Población y Ocupación en el Perú. Elaboró la ley por la cual se creó el Servicio Nacional de Estadística y fue nombrado director de la Comisión Nacional del Censo, que se realizó en 1940, bajo el primer gobierno de Manuel Prado Ugarteche. 
En 1945 fue elegido senador por Ayacucho e integró la primera delegación acreditada ante la ONU. Luego contribuyó a la preparación de un censo de población, de vivienda y agropecuario en Venezuela, en calidad de asesor técnico (1948-1951).
Ya alejado del partido socialista, se alineó en las filas del Movimiento Democrático Peruano, fundado por Manuel Prado Ugarteche. Fue nuevamente elegido senador por Ayacucho (1956-1962), y llegó a ser presidente de su cámara en las legislaturas de 1960 y 1961.
En 1962 postuló a la segunda vicepresidencia de la República en la fórmula encabezada por Víctor Raúl Haya de la Torre, líder del Partido Aprista. Fue nuevamente elegido senador, para el periodo 1963-1969, esta vez representando a Lima, periodo que no culminó debido al golpe de Estado de 1968.
Estuvo casado con Tula Duany Dulanto, con quien tuvo tres hijos: Tula, Gladys y José Alberto.

## Obras
- Resultados del Censo Nacional de Población y Ocupación de 1940, en 9 volúmenes (1944-1949).
- Reivindicaciones del empleado (1935)
- Manuel de legislación electoral del Perú (1936)